# Поступок
Посту́пок, дея́ние — сознательное действие, реализованный акт свободной воли.
Содержание поступков определяет нравственность и моральность поведения, различие добра и зла. Не всякое действие человека становится поступком, но только то, которое является сознательным выбором.
Поступок — личностная форма поведения, в которой осуществляется самостоятельный выбор целей и способов поведения, часто противоречащий общепринятым правилам.
Поступок — сознательное действие, оцениваемое как акт нравственного самоопределения человека, в коем он утверждает себя как личность — в своем отношении к другому человеку, себе самому, группе или обществу, к природе в целом.
В поступке можно выделить следующие компоненты:
- мотив поступка (что его направляет),
- цели поступка (могут совпадать, частично совпадать или противоречить интересам других людей),
- предмет преобразования (сам человек или личность другого человека; этим поступок и отличается от действия),
- средства (словесные, практические, наглядные; прямые, косвенные и др.),
- процесс (собственно поступок),
- результат (внутри- или межличностные изменения; при этом то, каким будет результат, можно только предполагать),
- оценка (для того чтобы оценить поступок, необходимо знать его мотивы).